# 朗布依埃森林

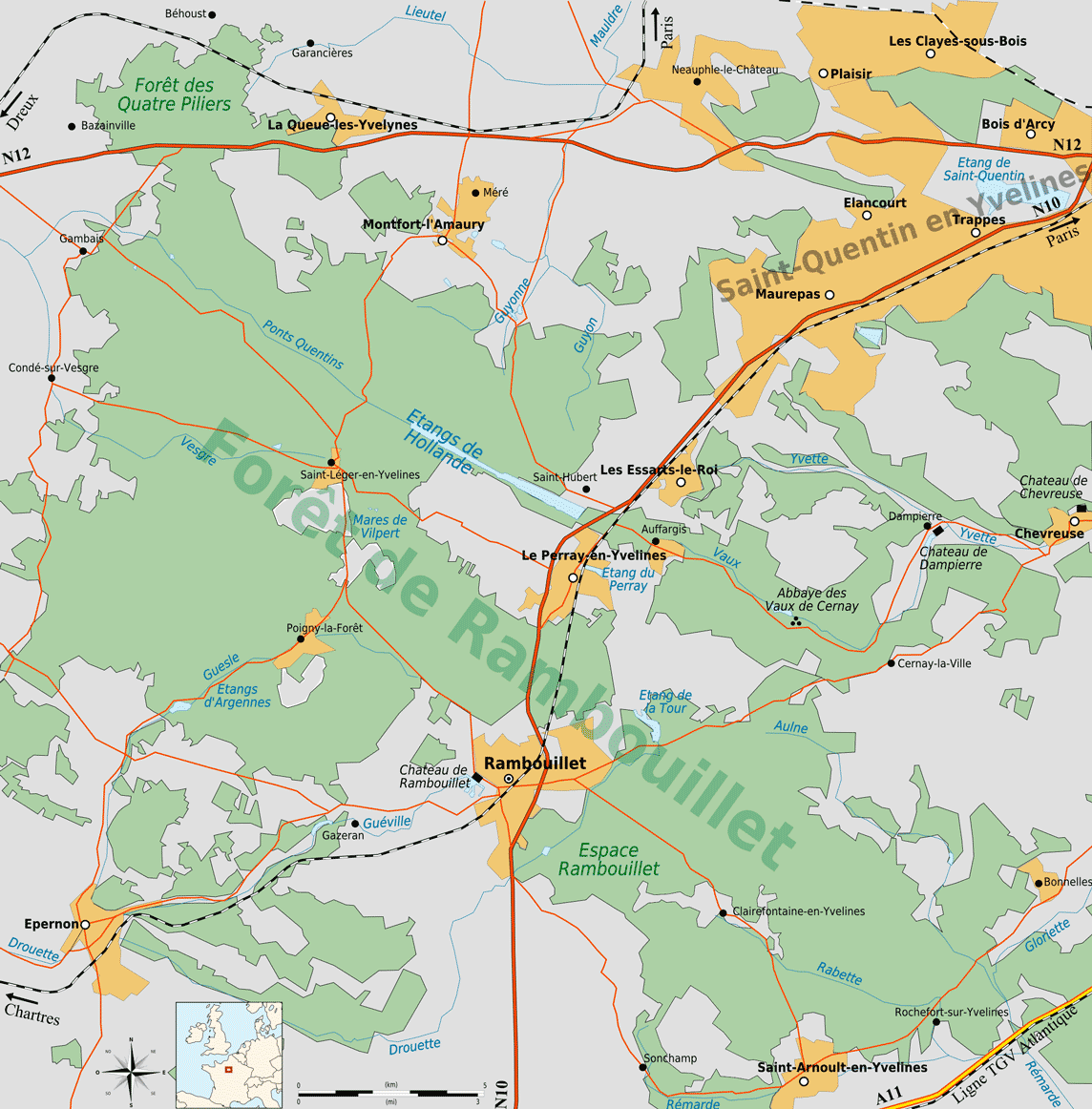
朗布依埃森林及其周边地区地图

朗布依埃森林（法語：Forêt de Rambouillet，發音：[fɔʁɛ də ʁɑ̃bujɛ]），又称伊夫林森林（ [fɔʁɛ də livlin]），是法国法兰西岛大区伊夫林省的一片森林，面积22,000公顷，得名于伊夫林省副省会城市朗布依埃。朗布依埃森林每年接待约1100万名游客（1998-99年数据），就游客量而言是法兰西岛大区第二大森林，仅次于楓丹白露森林。